# Farol de Gidá
O Farol de Gidá é um farol localizado em Gidá na Arábia Saudita, considerado um dos maiores do mundo.